# G.A.L. (film)
Pour les articles homonymes, voir GAL.
Pour plus de détails, voir Fiche technique et Distribution.
G.A.L. est un film espagnol réalisé par Miguel Courtois, sorti en 2006.

## Synopsis
S'inspirant de faits réels, G.A.L. raconte l'enquête menée par deux journalistes sur les Groupes antiterroristes de libération (GAL) actifs au cours des années 1980. Le but du GAL était de semer la terreur parmi les indépendantistes basques espagnols.
L'investigation menée par les journalistes espagnols du quotidien Diario 16 porte sur la nature du Groupe antiterroriste de libération, qui, entre 1983 et 1987, a commis plus d'une trentaine d'attentats contre l'ETA, causant la mort de 27 personnes et en blessant plus de 50 dans le sud de la France, la plupart par erreur. L'enquête aboutira à l'implication de fonctionnaires de police espagnols, ainsi que de personnalités politiques haut placées.

## Fiche technique
- Titre original : G.A.L.
- Réalisation : Miguel Courtois
- Scénario : Antonio Onetti
- Musique originale : Francesc Gener, Josh Evans
- Photographie : Carlos Suárez
- Montage : Guillermo S. Maldonado
- Producteur : Melchor Miralles
- Société de distribution : EuropaCorp Distribution (France)
- Pays :  Espagne,  France
- Langues originales : espagnol et français
- Durée : 105 minutes
- Dates de sortie :
  -  Espagne : 3 novembre 2006
  -  France : 7 mai 2008

## Distribution
- José Garcia : Manuel Mallo, journaliste
- Natalia Verbeke (VF : Olivia Dalric) : Marta Castillo, journaliste
- Jordi Mollà : Paco Ariza, policier basque
- Abel Folk : Pablo Codina, directeur du journal
- Pedro Mari Sanchez : Juge Serna
- Bernard Le Coq : Président du Gouvernement
- José Ángel Egido : José Broca, ministre de l'Intérieur
- Ana Álvarez : Soledad Muñoz
- Mercè Llorens : Gracia
- Ricard Borrás : Juez Lachambre
- Manuel Galiana : Alberto de Celis
- Tomás del Estal : Marcel Molina
- Mar Regueras : Fiscal Cristina Mateos
- Jordi Rebellón : Carlos Peinado
- Blanca Marsillach : Modératrice du débat
- José Coronado : Ricardo Palacios
- Miguel Hermoso Arnao (crédité Miguel Hermoso) : Toni
- Diana Wrana : Dama Negra
- Juan Gea : Pablo Ortiz
- Martín Bello : Ali Hammed
- Alfredo Villa : Echellier
- Antonio Ferreira : Frazao
- Pedro Miguel Martínez : Sancaifás
- Francisco Vidal : Fernando López
- Miguel Insua (crédité Miquel Insúa) : Valpuesta
- Antonio Pagudo : Secretaire d'État
- Mario Martín : Emilio Torres
- Victor Clavijo : Víctor Carreño
- Luis Carlos de la Lombana (crédité Luis Carlos Lombana) : Fernando López
- Karim Chauvin : Réceptionniste Eurobuilding

### Commentaires
Plusieurs personnages du film sont inspirés de personnalités réelles :
- Manuel Mallo est inspiré de Melchor Miralles, cofondateur du quotidien El Mundo et producteur du film
- Paco Ariza est inspiré de José Amedo, terroriste du GAL
- Pablo Codina est inspiré de Pedro J. Ramírez, cofondateur du quotidien El Mundo
- Le juge Serna est inspiré de Baltasar Garzón, magistrat
- Le président du Gouvernement est inspiré de Felipe González, ancien président du gouvernement espagnol
- José Broca est inspiré de José Barrionuevo, ancien ministre espagnol de l'Intérieur